# Som vatten
Som vatten är en singel av det svenska rockbandet Kent, från deras första album Kent. Låten släpptes som singel den 27 mars 1995.

## Låtlista
1. Som vatten (2:53)
2. Den osynlige mannen (kazoo version) (2:38)